# Battaglia di Tientsin
La battaglia di Tientsin (anche assedio di Tientsin) è avvenuta tra il 17 giugno e il 14 luglio 1900 durante la ribellione dei Boxer. Una forza militare internazionale, in rappresentanza dell'Alleanza delle otto nazioni, soccorse i cittadini stranieri assediati nella città di Tientsin (Tianjin), nella Cina settentrionale, sconfiggendo l'Esercito Imperiale cinese ed i Boxer che li minacciavano. La cattura di Tientsin diede all'Alleanza delle otto nazioni una base per lanciare una missione di salvataggio per i cittadini stranieri assediati nelle legazioni internazionali a Pechino.

## Contesto
Tientsin nel 1900 consisteva di due suddivisioni adiacenti, ma molto diverse. A nord-ovest c'era l'antica città cinese con le mura imperiali, mentre a sud-est, a una o due miglia di distanza (3 km), lungo il fiume Hai, c'erano il porto e gli insediamenti stranieri, un mezzo miglio di larghezza (1 km). Circa un milione di cinesi viveva all'interno della città murata o in comunità satellite al di fuori del muro. Negli insediamenti stranieri, stabiliti nei decenni precedenti a seguito dei trattati ineguali, risiedevano circa 700 civili, per lo più mercanti e missionari europei, insieme a decine di migliaia di servitori, impiegati e uomini d'affari cinesi. Tra i civili che vivevano nell'insediamento straniero c'erano Herbert Hoover, futuro presidente degli Stati Uniti d'America, e sua moglie Lou Hoover.
Ai primi di giugno del 1900, in risposta alla crescente minaccia dei Boxer (Yihetuan, Società di giustizia e concordia), movimento contadino militante, xenofobo e anti-cristiano, varie nazioni con interessi politico-economici in Cina mandarono a Tientsin 1100 soldati per presidiare le concessioni straniere dai ribelli. Altri 2000 partirono da Tientsin il 10 giugno, 1900 comandati dall'ammiraglio Edward Hobart Seymour, cercando di raggiungere Pechino per proteggere le legazioni straniere della capitale. La forza militare dell'Alleanza delle otto nazioni era composta da soldati, marinai e marines provenienti da Regno Unito, Stati Uniti d'America, Giappone, Francia, Impero russo, Impero tedesco, Regno d'Italia e Impero austro-ungarico. I Boxer godevano in maniera non dichiarata ma palese del sostegno dell'esercito imperiale cinese, come di quello delle alte cariche imperiali come l'imperatrice Cixi.
I primi attacchi dei Boxer contro la roccaforte occidentale di Tientsin si verificarono il 10 giugno quando, come riportato da Herbert Hoover, il quartiere straniero fu bombardato da cannoni cinesi. Subito i distaccamenti militari incaricarono il futuro presidente di rinforzare il sistema difensivo della città, sfruttando il lavoro delle migliaia di rifugiati cinesi cristiani che erano fuggiti dall'entroterra del Paese. Assalti sporadici dei Boxer vi furono nei giorni seguenti, ma senza raggiungere particolare intensità.

## L'assedio
Migliaia di Boxer della campagna convergevano ormai su Tientsin e il 15 giugno 1900 fecero irruzione nella città murata, distruggendo le chiese cristiane e uccidendo migliaia di cristiani cinesi. Il 16 giugno una folla di ribelli avanzò verso il quartiere straniero, ma venne respinta dalle raffiche di fuoco dei difensori. L'esercito imperiale cinese vicino a Tientsin non fece nulla, in attesa di ordini da Pechino per sostenere i Boxer o proteggere gli stranieri, a seconda del volere dell'imperatrice Cixi, ancora in bilico. A seguito dell'attacco del 17 giugno da parte degli eserciti stranieri ai forti di Taku, il governo cinese si schierò dalla parte dei Boxer e ordinò all'esercito di attaccare gli stranieri. I cinesi iniziarono quindi a bombardare Tientsin con l'artiglieria il 17 giugno, continuando il bombardamento durante i giorni successivi.
L'esercito cinese contava circa 15 000 uomini a Tientsin, più migliaia di Boxer armati di spade, lance e armi bianche. L'esercito era guidato dal generale Nieh Shih-ch'eng, considerato uno dei più abili ufficiali cinesi. La maggior parte dell'azione dell'esercito cinese contro gli stranieri consistette in scariche di artiglieria quotidiane. A causa del costante pericolo delle bombe, tra gli occidentali si diffuse un'isteria di massa riguardo ai cinesi rifugiati nella città e numerosi di loro vennero uccisi in seguito a false delazioni. Gli occidentali disponevano di appena due cannoni e una dozzina di mitragliatrici; quindi inizialmente dovettero limitarsi a difendere le concessioni dagli assalti nemici. L'arrivo all'ultimo momento di un contingente russo di 1600 uomini, comunque, rinforzò il sistema di difesa di Tientsin, permettendo al quartiere straniero di resistere ai Boxer.
Il 21 giugno 1900 circa 131 marines americani e 400 russi fecero un disperato tentativo di rafforzare Tientsin seguendo la ferrovia dalla costa alla città. A soli due chilometri dalla città furono però attaccati dai cinesi e costretti al ritiro. Ulteriori soldati occidentali furono scaricati dalle navi al largo e si precipitarono a Tientsin seguendo la ferrovia. Alcune centinaia di uomini di rinforzo raggiunsero Tientsin il 26 giugno; il loro arrivo fece sì che i cinesi si ritirassero dalla loro posizione a est, cosa che permise agli assediati di stabilire una debole linea di comunicazione e rifornimento lungo la ferrovia fino alla costa, a 48 km di distanza. L'esercito cinese continuò ad assediare tre lati del quartiere straniero di Tientsin, ma senza più poter impedire l'arrivo dei rinforzi stranieri. Il 27 giugno morì nell'assedio Ermanno Carlotto, medaglia d'oro al valor militare.
Infine, ai primi di luglio, si concretizzarono i soccorsi dell'Alleanza, che inviò migliaia di uomini a Tientsin, respingendo verso la città murata le milizie cinesi. Venne quindi organizzato un assalto per cacciare definitivamente i Boxer da Tientsin; l'attacco, condotto principalmente da giapponesi, britannici e statunitensi, vide la morte del colonnello Emerson Liscum, uno dei principali difensori di Tientsin, ma ebbe infine successo, e il 14 luglio la città fu liberata del tutto dai Boxer. Per alcune settimane le truppe occidentali si riorganizzarono e il 4 agosto partì da Tientsin la spedizione Gaselee diretta verso Pechino per liberare le legazioni e abbattere il potere imperiale pro-Boxer.